# Força Jovem Universal
O Força Jovem Universal (comumente abreviado como FJU) é um grupo social pertencente à Igreja Universal do Reino de Deus. O trabalho se iniciou por volta do ano de 1977, sendo inicialmente chamada de Nova Geração. O programa atende mais de 800 mil jovens.
Existem inúmeros projetos desenvolvidos pelo FJU, que vão desde conscientização e prevenção às drogas, prática de atividades esportivas,cursos – inclusive em parcerias com universidades –, até atividades culturais e de lazer, como coral, banda, teatro, cinema, canto, dança, além de passeios turísticos e eventos musicais e eventos como o Nocaute as Drogas, FutShow, Mega Dance, Mega Help e Luau FJU.
Atualmente, a Força Jovem Universal é coordenada pelo bispo Celso Junior ; o projeto presta auxílio para jovens incentivando-os adquirir conhecimento através de cursos e projetos realizados pelo FJU e também a praticar esportes, além de realizarem serviços sociais que prestando assistência gratuita para as pessoas se libertarem da dependência quimíca, alcoolismo e problemas psicológicos como por exemplo, stress, depressão e ansiedade, etc.
O FJU também presta auxílio em desastres naturais distribuindo cestas básicas e realizando doação de sangue.

## Projetos
- Esportes FJU - O projeto estimula os jovens a praticarem esportes como Futebol, Basquete, Vôlei, Judô, Jiu-jítsu brasileiro, Muay Thai e diversas outras modalidades; além dissos competições também são realizadas.[11][12][13]
- Altar Jovem - O Altar Jovem é um programa destinado a jovens que têm o desejo de se dedicar à Obra de Deus no Altar como pastor e esposa de pastor. Esse programa busca preparar os jovens para assumirem um papel de liderança e serviço na igreja.[14]
- Assistentes - O projeto Assistente desempenha um papel fundamental na organização das atividades da Força Jovem Universal. Um trabalho extremamente espiritual e fundamental como esse exige muita responsabilidade e disciplina.[15]
- Uniforça - Os voluntários da FJU se mobilizam para fazer ações sociais, prestam auxílio na organização de grandes eventos e campeonatos e ainda dão apoio em grandes emergências e tragédias.[8][16][17]
- Atalaia - O projeto Atalaia é composto por obreiros e jovens que se dedicam à evangelização, buscando atrair a juventude para a participação na Igreja Universal. Para cumprir esse objetivo, são desenvolvidas estratégias que visam alcançar os jovens em suas comunidades. O trabalho de evangelização ocorre tanto nas ruas dos bairros como por meio de visitas às casas daqueles que solicitam.[18]
- Cultura - No projeto Cultura, são oferecidas oportunidades para os jovens se envolverem em atividades como dança, teatro, música, poesia, pintura e outras manifestações artísticas. A FJU promove aulas, workshops e treinamentos ministrados por profissionais qualificados, proporcionando aos participantes um ambiente de aprendizado e aprimoramento em suas áreas de interesse.[19][20]
- Mídia - O grupo opera como uma agência de comunicação, composta pelos departamentos de Jornalismo, Audiovisual, Marketing e Design. Com a participação de mais de 8 mil voluntários no Brasil, são desenvolvidas estratégias de divulgação para reuniões, eventos, ações sociais e encontros promovidos pela FJU, tanto antes, durante quanto depois dessas atividades.[21][22]
- Help - O projeto Help visa auxiliar jovens que enfrentam dificuldades em suas vidas, como problemas familiares, emocionais, vícios, bullying, entre outros. Através de aconselhamentos e apoio emocional, a FJU busca oferecer suporte aos jovens, ajudando-os a superar seus desafios e encontrar soluções para suas situações pessoais.[23][24][25]

## Homenagens
Em Feira de Santana, na Bahia, a Força Jovem foi homenageada com a criação do "Dia da Consciência Jovem", celebrado anualmente no último domingo do mês de abril.
Em junho de 2017, a vereadora de Salvador Rogéria Santos (PRB) propôs a criação do Dia municipal da Força Jovem Universal.

## Live FJU
De segunda á sábado, é transmitido o programa "Live FJU", ás 16h pela TV Templo e pelas redes sociais, onde o bispo Celso e sua esposa Nanda Bezerra, além de outros pastores abordam temas específicos para a juventude atual e recebem convidados.